# Fali Candé
Fali Candé (Bissau, 24 gennaio 1998) è un calciatore guineense, difensore del Sassuolo e della nazionale guineense.

## Caratteristiche tecniche
Di ruolo difensore centrale, Candé è ben strutturato fisicamente e sa farsi valere nel gioco aereo. Di piede mancino, è abile nella costruzione e nel supportare la manovra offensiva staccandosi come un braccetto moderno. Negli uno contro uno difensivi raramente temporeggia.

## Carriera

### Club
Ha esordito in Primeira Liga il 10 giugno 2020 disputando con il Portimonense l'incontro pareggiato 2-2 contro il Benfica.
Il 26 gennaio 2022 viene acquistato dal Metz.
Il 22 gennaio 2025 viene acquistato, in prestito con diritto di riscatto, dal Venezia. Cinque giorni dopo esordisce da titolare in Serie A nella partita casalinga contro l'Hellas Verona, pareggiata per 1-1. Il 12 maggio seguente il suo primo gol in massima serie (oltreché coi veneti), aprendo le marcature nel successo per 2-1 contro la Fiorentina.
Il 10 agosto 2025 viene acquistato a titolo definitivo dal Sassuolo, neopromosso in Serie A, per 3 milioni di euro.

### Nazionale
Ha partecipato alla Coppa delle nazioni africane 2021 ed alla Coppa delle nazioni africane 2023.

## Statistiche

### Presenze e reti nei club
Statistiche aggiornate al 10 agosto 2025.
| Stagione            | Squadra             | Campionato          | Campionato | Campionato | Coppe nazionali | Coppe nazionali | Coppe nazionali | Coppe continentali | Coppe continentali | Coppe continentali | Altre coppe | Altre coppe | Totale | Totale |   |
| Stagione            | Squadra             | Comp                | Pres       | Reti       | Comp            | Pres            | Reti            | Comp               | Pres               | Reti               | Comp        | Pres        | Pres   | Reti   |   |
| ------------------- | ------------------- | ------------------- | ---------- | ---------- | --------------- | --------------- | --------------- | ------------------ | ------------------ | ------------------ | ----------- | ----------- | ------ | ------ | - |
| 2018-2019           | Portimonense        | PL                  | 0          | 0          | CP+CdL          | 0               | 0               | -                  | -                  | -                  | -           | -           | 0      | 0      |   |
| 2019-2020           | Portimonense        | PL                  | 9          | 0          | CP+CdL          | 0               | 0               | -                  | -                  | -                  | -           | -           | 9      | 0      |   |
| 2020-2021           | Portimonense        | PL                  | 22         | 2          | CP+CdL          | 1+0             | 0               | -                  | -                  | -                  | -           | -           | 23     | 2      |   |
| 2021-gen. 2022      | Portimonense        | PL                  | 16         | 1          | CP+CdL          | 1+1             | 0               | -                  | -                  | -                  | -           | -           | 18     | 1      |   |
| Totale Portimonense | Totale Portimonense | Totale Portimonense | 47         | 3          |                 | 3               | 0               |                    | -                  | -                  |             | -           | 50     | 3      |   |
| gen.-giu. 2022      | Metz                | L1                  | 11         | 0          |                 | -               | -               | -                  | -                  | -                  | -           | -           | 11     | 0      |   |
| 2022-2023           | Metz                | L2                  | 38         | 1          | CF              | 2               | 0               | -                  | -                  | -                  | -           | -           | 40     | 1      |   |
| 2023-2024           | Metz                | L1                  | 25+1       | 0          | CF              | 0               | 0               | -                  | -                  | -                  | -           | -           | 26     | 0      |   |
| 2024-gen. 2025      | Metz                | L2                  | 8          | 0          | CF              | 0               | 0               | -                  | -                  | -                  | -           | -           | 8      | 0      |   |
| Totale Metz         | Totale Metz         | Totale Metz         | 82+1       | 1          |                 | 2               | 0               |                    | -                  | -                  |             | -           | 85     | 1      |   |
| gen.-giu. 2025      | Venezia             | A                   | 17         | 1          | CI              | -               | -               | -                  | -                  | -                  | -           | -           | 17     | 1      |   |
| 2025-2026           | Sassuolo            | A                   | -          | -          | CI              | -               | -               | -                  | -                  | -                  | -           | -           | -      | -      | - |
| Totale carriera     | Totale carriera     | Totale carriera     | 147        | 5          |                 | 5               | 0               |                    | -                  | -                  |             | -           | 152    | 5      |   |

### Cronologia presenze e reti in nazionale
| Cronologia completa delle presenze e delle reti in nazionale ― Guinea-Bissau | Cronologia completa delle presenze e delle reti in nazionale ― Guinea-Bissau | Cronologia completa delle presenze e delle reti in nazionale ― Guinea-Bissau | Cronologia completa delle presenze e delle reti in nazionale ― Guinea-Bissau | Cronologia completa delle presenze e delle reti in nazionale ― Guinea-Bissau | Cronologia completa delle presenze e delle reti in nazionale ― Guinea-Bissau | Cronologia completa delle presenze e delle reti in nazionale ― Guinea-Bissau | Cronologia completa delle presenze e delle reti in nazionale ― Guinea-Bissau |
| Data                                                                         | Città                                                                        | In casa                                                                      | Risultato                                                                    | Ospiti                                                                       | Competizione                                                                 | Reti                                                                         | Note                                                                         |
| ---------------------------------------------------------------------------- | ---------------------------------------------------------------------------- | ---------------------------------------------------------------------------- | ---------------------------------------------------------------------------- | ---------------------------------------------------------------------------- | ---------------------------------------------------------------------------- | ---------------------------------------------------------------------------- | ---------------------------------------------------------------------------- |
| 26-3-2021                                                                    | Manzini                                                                      | eSwatini                                                                     | 1 – 3                                                                        | Guinea-Bissau                                                                | Qual. Coppa d'Africa 2021                                                    | -                                                                            |                                                                              |
| 30-3-2021                                                                    | Bissau                                                                       | Guinea-Bissau                                                                | 3 – 0                                                                        | Rep. del Congo                                                               | Qual. Coppa d'Africa 2021                                                    | -                                                                            |                                                                              |
| 1-9-2021                                                                     | Nouakchott                                                                   | Guinea-Bissau                                                                | 1 – 1                                                                        | Guinea                                                                       | Qual. Mondiali 2022                                                          | -                                                                            |                                                                              |
| 7-9-2021                                                                     | Khartoum                                                                     | Sudan                                                                        | 2 – 4                                                                        | Guinea-Bissau                                                                | Qual. Mondiali 2022                                                          | -                                                                            | 76’                                                                          |
| 6-10-2021                                                                    | Rabat                                                                        | Marocco                                                                      | 5 – 0                                                                        | Guinea-Bissau                                                                | Qual. Mondiali 2022                                                          | -                                                                            |                                                                              |
| 9-10-2021                                                                    | Casablanca                                                                   | Guinea-Bissau                                                                | 0 – 3                                                                        | Marocco                                                                      | Qual. Mondiali 2022                                                          | -                                                                            |                                                                              |
| 12-11-2021                                                                   | Conakry                                                                      | Guinea                                                                       | 0 – 0                                                                        | Guinea-Bissau                                                                | Qual. Mondiali 2022                                                          | -                                                                            |                                                                              |
| 15-11-2021                                                                   | Bissau                                                                       | Guinea-Bissau                                                                | 0 – 0                                                                        | Sudan                                                                        | Qual. Mondiali 2022                                                          | -                                                                            |                                                                              |
| 11-1-2022                                                                    | Garoua                                                                       | Sudan                                                                        | 0 – 0                                                                        | Guinea-Bissau                                                                | Coppa d'Africa 2021 - 1º turno                                               | -                                                                            |                                                                              |
| 15-1-2022                                                                    | Garoua                                                                       | Guinea-Bissau                                                                | 0 – 1                                                                        | Egitto                                                                       | Coppa d'Africa 2021 - 1º turno                                               | -                                                                            |                                                                              |
| 19-1-2022                                                                    | Garoua                                                                       | Guinea-Bissau                                                                | 0 – 2                                                                        | Nigeria                                                                      | Coppa d'Africa 2021 - 1º turno                                               | -                                                                            |                                                                              |
| 26-3-2022                                                                    | Benguela                                                                     | Angola                                                                       | 3 – 2                                                                        | Guinea-Bissau                                                                | Amichevole                                                                   | -                                                                            |                                                                              |
| 9-6-2022                                                                     | Bissau                                                                       | Guinea-Bissau                                                                | 5 – 1                                                                        | São Tomé e Príncipe                                                          | Qual. Coppa d'Africa 2023                                                    | -                                                                            | 84’                                                                          |
| 13-6-2022                                                                    | Conakry                                                                      | Sierra Leone                                                                 | 2 – 2                                                                        | Guinea-Bissau                                                                | Qual. Coppa d'Africa 2023                                                    | -                                                                            | 58’                                                                          |
| 24-3-2023                                                                    | Abuja                                                                        | Nigeria                                                                      | 0 – 1                                                                        | Guinea-Bissau                                                                | Qual. Coppa d'Africa 2023                                                    | -                                                                            |                                                                              |
| 27-3-2023                                                                    | Bissau                                                                       | Guinea-Bissau                                                                | 0 – 1                                                                        | Nigeria                                                                      | Qual. Coppa d'Africa 2023                                                    | -                                                                            |                                                                              |
| 14-6-2023                                                                    | Bissau                                                                       | São Tomé e Príncipe                                                          | 0 – 1                                                                        | Guinea-Bissau                                                                | Qual. Coppa d'Africa 2023                                                    | -                                                                            |                                                                              |
| 13-10-2023                                                                   | Setúbal                                                                      | Guinea                                                                       | 1 – 0                                                                        | Guinea-Bissau                                                                | Amichevole                                                                   | -                                                                            |                                                                              |
| 20-11-2023                                                                   | Il Cairo                                                                     | Gibuti                                                                       | 0 – 1                                                                        | Guinea-Bissau                                                                | Qual. Mondiali 2026                                                          | -                                                                            |                                                                              |
| 6-1-2024                                                                     | Bamako                                                                       | Mali                                                                         | 6 – 2                                                                        | Guinea-Bissau                                                                | Amichevole                                                                   | -                                                                            | 76’                                                                          |
| 13-1-2024                                                                    | Abidjan                                                                      | Costa d'Avorio                                                               | 2 – 0                                                                        | Guinea-Bissau                                                                | Coppa d'Africa 2023 - 1º turno                                               | -                                                                            |                                                                              |
| 18-1-2024                                                                    | Abidjan                                                                      | Guinea Equatoriale                                                           | 4 – 2                                                                        | Guinea-Bissau                                                                | Coppa d'Africa 2023 - 1º turno                                               | -                                                                            |                                                                              |
| 22-1-2024                                                                    | Abidjan                                                                      | Guinea-Bissau                                                                | 0 – 1                                                                        | Nigeria                                                                      | Coppa d'Africa 2023 - 1º turno                                               | -                                                                            | 80’                                                                          |
| 6-6-2024                                                                     | Bissau                                                                       | Guinea-Bissau                                                                | 0 – 0                                                                        | Etiopia                                                                      | Qual. Mondiali 2026                                                          | -                                                                            | 51’ 76’                                                                      |
| 10-6-2024                                                                    | Bissau                                                                       | Guinea-Bissau                                                                | 1 – 1                                                                        | Egitto                                                                       | Qual. Mondiali 2026                                                          | -                                                                            | 66’                                                                          |
| 11-10-2024                                                                   | Bamako                                                                       | Mali                                                                         | 1 – 0                                                                        | Guinea-Bissau                                                                | Qual. Coppa d'Africa 2025                                                    | -                                                                            | 69’                                                                          |
| 15-11-2024                                                                   | Lobamba                                                                      | eSwatini                                                                     | 1 – 1                                                                        | Guinea-Bissau                                                                | Qual. Coppa d'Africa 2025                                                    | -                                                                            | 64’                                                                          |
| Totale                                                                       |                                                                              | Presenze                                                                     | 27                                                                           |                                                                              | Reti                                                                         | 0                                                                            |                                                                              |